# Пауер-нойз
Power noise (також відомий як powernoise, rhythmic noise, noize та іноді distorted beat music) — музичний стиль, що знаходиться між музикою пост-індастріал, IDM, драм-енд-бейсом та хардкор-техно.
Термін «power noise» був запропонований Раулем Роукка з Noisex в 1997 році, з треком «United (Power Noise Movement)». Зазвичай power noise ґрунтується на рваних бітах, відтворених, наприклад, установкою Roland TR-909, також використовуючи військові ритми 4/4 і в цілому інструментальну складову. В цілому це структурована, ритмічна, заснована на великій дозі noise музика. Іноді додається і мелодійна компонента, але вона вторинна по відношенню до ритму. Під треки power noise можна танцювати. Цей жанр представлений на щорічних фестивалях: Maschinenfest в місті Крефельд, Німеччина і Infest в місті Бредфорд, Велика Британія.
Стиль «power noise» не треба плутати з іншим стилем «пауер-електронікс», що є піджанром нойзу.